# Alsódomboru
Alsódomboru (horvátul: Donja Dubrava) falu Horvátországban, Muraköz megyében.

## Fekvése
Légrádtól 5 km-re északnyugatra a Dráva bal partján fekszik annak a helynek a közelében, ahol a Mura a Drávába ömlik. Ezt a területet sűrű tölgyerdők borítják, melyekről a falu a nevét kapta.

## Története
A Mura és a Dráva szögében már ősidők óta élnek emberek. A folyók által közbezárt sűrű erdőkkel borított vizenyős vidék mindig menedéket és egyben megélhetést nyújtott az itt élőknek. A terület a folyók közelsége miatt évszázadokon át halászok, molnárok, sajkások és aranymosók kedvelt letelepedési helye volt. Az itt kitermelt fát részben helyben dolgozták fel, részben pedig vízi úton, később vasúton szállították Eszékig, illetve Magyarország más részeibe.
Határában állt egykor Újdombró várkastélya, melyet Hunyadi János építtetett a Cilleiek csáktornyai uradalmának területén. 1446-ban "Castellum Wydombo in districtu Mwrakwz" alakban említik először. 1451 körül "Castellum Wydombro inter Muram et Drawam noviter erectum" alakban szerepel egy oklevélben. 1451-ben a Cilleiekkel kötött békében Hunyadi Garai László nádornak, mint közvetítőnek adta át. Valószínűleg ezt követően lerombolták. Nyoma sem maradt.
A falut 1478-ban "Dombra" néven említik. 1477-ben Hunyadi Mátyás Ernuszt János budai nagykereskedőnek és bankárnak adományozta, aki megkapta a horvát báni címet is. 1540-ben a csáktornyai Ernusztok kihalása után az uradalom rövid ideig a Keglevich családé, 1546-ban a későbbi szigetvári hős Zrínyi Miklósé lett. Ezután másfél évszázadig a Zrínyi család birtoka volt.
1660-ban a Dráva és Mura szögében Zrínyi Miklós a török ellen új várat épített, melyet Új Zriniumnak (Új Zrínyivárnak) nevezett el. 1664-ben a várat a török ostrom alá vette és Zrínyi segélykérelme ellenére Montecuccoli serege hagyta, hogy elfoglalja és lerombolja. Az ország akkori legkorszerűbb erődítményéből néhány nap alatt romhalmaz maradt. A vár a községgel átellenben a Mura bal partján a mai Őrtilos területén állt, helyét emlékkő jelöli.
1752-ben még láthatók voltak romjai, emlékét ma már csak a Zrínyi-szög helynév őrzi. Régészeti kutatása még várat magára.
A Zrínyiek 1691-ig voltak a település urai. Ezután a kincstáré lett. 1719-ben a király szolgálatai jutalmául elajándékozta Althan Mihály János cseh nemesnek. 1791-ben gróf Festetics György vásárolta meg és ezután 132 évig a tolnai Festeticsek birtoka volt. A falu fejlődésében egyedülálló elhelyezkedése fontos szerepet játszott. Különösen az 1828-ban alapított Újlaki-Hirschler Rt. működése volt nagy hatással a fejlődésére. A 19. század végén Alsódomborunak kórháza, gyógyszertára, kaszinója, több kézműves céhe működött, még 1950-ben is mintegy hatvan cipész dolgozott a településen.
A gazdaság mellett a Hirschler család számos építkezést végeztetett a faluban. A központban felépült a bolt, az iskola, a Zalai palota, a kórház épülete és a pompás park. 1857-ben iskolájában 200 diák tanult. A falu önkéntes tűzoltó egylete 1888-ban alakult.
A falu Antiokheiai Szent Margit tiszteletére szentelt temploma a 18. század közepén épült egy korábbi fatemplom helyén, 1789-től plébániatemplom lett. Korábban a falu egyházilag ugyanis Muravid fíliája volt. A templomot 1827-ben és 1880-ban földrengés rongálta meg. 1912-ben a veszélyessé vált templomot be kellett zárni. A falu csaknem három évtizedig templom nélkül maradt és az istentiszteleteket az iskolában kellett tartani. A mai templom 1940-re épült fel a község központjában. A községnek 1910-ben 3734 lakosa volt, közülük 3364 horvát és 318 magyar. A trianoni békeszerződésig Zala vármegye Perlaki járásához tartozott. Ezt követően a település a Szerb–Horvát–Szlovén Királysághoz, majd 1929-től Jugoszláviához tartozott. 1941 és 1944 között visszakerült Magyarországhoz, majd újra Jugoszlávia része lett. 1990-től a független Horvátországhoz tartozik.

## Nevezetességei
- Antiochiai Szent Margit tiszteletére szentelt római katolikus plébániatemploma 1940-ben épült.
- A településen még két kápolna is áll a Béke Királynőjének (1757) és Szent Flóriánnak (1932) szentelve.
- Két oszlopa közül az egyiket a Szentháromság (1879), a másikat a Fájdalmas Krisztus (1790) tiszteletére állították.
- A falu központjában épült a Zalán-ház historikus stílusú épülete.[3] A ház sarka le van vágva, hogy kövesse az utcai kanyarulatát. Az utcára néző homlokzatok reprezentatív formájúak és gipszből készült gazdag profilok tagolják őket. Tervezési jellemzőivel ez a 19. század második felének egyik gazdag családi háza.

## Híres szülöttei
Somlyó Zoltán (1882–1937) költő, újságíró, műfordító.